# خدرنق مقعر
خدرنق مقعر (الاسم العلمي: Cheiracanthium excavatum) هو نوع من العنكبوتيات يتبع جنس الخدرنق من الفصيلة العناكب الكيسية.